# Pleurocybella
Pleurocybella es un género de hongos en la familia Marasmiaceae.